# جائزة الولايات المتحدة الكبرى 1990
جائزة الولايات المتحدة الكبرى 1990 هو سباق فورمولا 1 أقيم بتاريخ 11 مارس 1990 في أريزونا. كان الأول من أصل 16 في بطولة العالم لسباقات الفورمولا واحد موسم 1990. حلّ البرازيلي آيرتون سينا أولا بينما جاء الفرنسي جان إليزي في المركز الثاني وحصل على المركز الثالث البلجيكي تييري بوتسين. بلغ الحضور 10,000-15,000.

## الترتيب النهائي
| الترتيب | السائق         | النقاط |
| ------- | -------------- | ------ |
| 1       | آيرتون سينا    | 9      |
| 2       | جان إليزي      | 6      |
| 3       | تييري بوتسين   | 4      |
| 4       | نيلسون بيكيه   | 3      |
| 5       | ستيفانو مودينا | 2      |
| المصدر: |                |        |